# عثمان بيبي
عثمان بيبي (بالتركية: Osman Pepe) هو سياسي تركي، ولد في 7 أغسطس 1954 في تركيا. حزبياً، نشط في حزب العدالة والتنمية. وقد انتخب عضو في البرلمان التركي.